# Головний полудень

Обкладинка першого видання повісті в 1969 році.

«Головни́й по́лудень» (рос. Главный полдень) — науково-фантастична повість російського радянського письменника Олександра Мірера. Повість є першою частиною дилогії «Дім блукачів», яка є однойменною до другої частини дилогії. Уперше повість видана у 1969 році видавництвом «Дитяча література» у складі альманаху «Мир приключений». Удруге повість у розширеному вигляді разом із другою частиною дилогії видана також у видавництві «Дитяча література» в 1976 році тиражем у 100 тисяч екземплярів, пізніше також неодноразово перевидавалась. На думку багатьох літературознавців, повість «Головний полудень» є першим у радянській літературі фантастичним бойовиком.

## Сюжет
Час у повісті не вказаний, проте за деякими деталями можна припустити, що події відбуваються у 1970-их роках. У Тугарині — райцентрі Н-ської області стаються дивні події: люди раптово хапаються за серце, вимовляють: «Тут гарна місцевість» (рос. Здесь красивая местность), та починають називати себе різними геометричними фігурами — від кутів до дев'ятикутників. Це швидко помічають 12-літні підлітки — Альоша Соколов і Стьопка Сизов. Хлопці входять до неформальної організації підлітків, своєрідного «клубу юних розвідників», яким керує колишній військовослужбовець, а на момент початку дії повісті — директор стрілецького тиру та тренер зі стрільби, Габріелян Сурен Давидович. Самі хлопці називають свою організацію «гвардією».
Причиною цих дивних подій став інопланетний космічний корабель, який сховався у лісі в коконі згорненого простору. Він здатний завантажувати в мозок людини розум іншопланетної істоти, при чому зовні людина не змінюється, не змінюється і її мова та манера рухів, зберігаються також спогади — таким чином, на планету Земля здійснюється вторгнення інопланетян.
Перезапис свідомості землян проходить за допомогою спеціальних пристроїв, яким у повісті дана назва «Посередник». Це високотехнологічні пристрої іншопланетян (велика модель замаскована під звичайний пеньок у лісі, малі мають вигляд коробок прямокутної форми, які мають розмір пачки цигарок)). При контакті з ними свідомість землянина повністю пригнічується, проте спогади та технічні навички залишаються доступними для іншопланетянина. Попередні звички носіїв іншопланетної свідомості повністю контролюються іншопланетянином, а шкідливі, зокрема куріння, свідомо пригнічуються.
При цьому люди з імплантованим розумом завжди діють раціонально, ніколи не усміхаються. У них є абсолютна зброя — переносний «посередник», після «пострілу» якого будь-який землянин стає «своїм» та вимовляє ключову фразу — пароль новонаверненого: «Тут красива місцевість» (проте він не діє через перешкоди, тому солдати, які оточили місто, ховалися за бронею). У носіїв іншопланетної свідомості також є відповідна ієрархія, найнижчим рівнем якої є «дев'ятикутник», найвищими — «кут» і «точка».
Проте в іншопланетян є і слабкі сторони. Першою, та найважливішою, є те, що на Землі «посередник» діє не на всіх людей. Не підкоряються «посереднику» генії, психічно хворі та діти до 14 років. Завойовники спокійно до цього ставляться, вважаючи, що вони роблять свою справу як десант, а далі прийдуть уже спеціалісти та отримають кращі тіла. Другою є те, що під час першої висадки на планету загарбники вимушені майже повністю (крім посередників, крихітних мобільних радіостанцій-«слизняків» та променевої зброї — бластерів) покладатися на технічну інфраструктуру Землі. Усе інше — від автоматів до зв'язку з ескадрою на орбіті через місцевий радіотелескоп — є продуктами земних технологій. Третьою є те, що загарбники бояться фізичного знищення, особливо пострілів у голову: «Все інше легко регенерується». Цього вони бояться набагато більше, ніж люди, оскільки живуть уже кілька сотень років та «звикли» не помирати під час отримання досить важких поранень. Несподіванкою для іншопланетян виявилось і те, що частина людей вибирають фізичну смерть замість підкорення іншопланетній свідомості.
На Землі виник опір загарбникам — ці самі діти, яких не брали до уваги, змогли захопити один із «посередників» та повернути власну свідомість інженера з радіотелескопу, який був для загарбників найважливішою ціллю. Інженер передає підліткам важливу інформацію — щоб вторгнення припинилось, треба знеструмити радіотелескоп. Проте він порадив хлопцеві надалі триматись подалі від нього, оскільки він міг знову бути захоплений «посередником».
Підліткам вдається сповістити владу СРСР про вторгнення іншопланетян, унаслідок чого проводяться заходи із блокування Тугарина. Самі хлопці залишаються у центрі подій — Альоша дістається до десантного корабля прибульців, а Степан до радіотелескопа, який загарбники планують використати для виклику ескадри вторгнення.
Інформація про вторгнення просочилась за межі селища. Іншопланетяни спробували показати лікарку, яка повідомила про вторгнення, божевільною, використовуючи для цього заступника голови виконкому, проте це не допомогло. Викликані військові підрозділи, які блокують місцевість та ставлять загарбникам ультиматум: піти під загрозою застосування ядерної зброї. Для переговорів із іншопланетянами прибув полковник із штабу округу, якого іншопланетяни роблять носієм свідомості. Прибулець у тілі полковника наказує оголосити евакуацію та удати, що умови прийняті, та перенести строк подання сигналу на орбіту з 20:00 на 19:45.
Проте Степан Сизов знеструмлює радіотелескоп до 19:45, зумівши розбити пострілами з пістолету ізолятори на високовольтній опорі, що спричинило коротке замикання лінії, причому він сам дивом залишається у живих, отримавши сильні травми від удару струмом. Після цього іншопланетяни, які втратили надію на зв'язок із орбітальною ескадрою, оголошують повну евакуацію з планети.
Після спільних дій дітей та дорослих висадка зірвана, десант відкликається. Проте деяка кількість десантників, які були задіяні у зірваній операції, залишились на Землі, щоб спробувати реалізувати нову операцію із захоплення контролю над керівниками найбільш розвинутих та потужних держав Землі. Ці події описані у наступній книзі дилогії «Дім блукачів».

## Екранізації
У 1990 році на кіностудії імені Горького режисером Володимиром Потаповим був знятий трисерійний фільм «Посередник» за мотивами повісті «Головний полудень». Сценарій до фільму написав автор повісті Олександр Мірер, який пізніше критикував режисера фільму за те, що картина побудована всупереч логіці тексту, проте своє прізвище з титрів не зняв.
Російський телеканал СТС протягом кількох років (від 2013 року) готував новий телесеріал за мотивами повісті, також під назвою «Посередник», режисером якого є Денис Нейманд. Прем'єра серіалу початково планувалась у 2013 році, пізніше була перенесена на 2015 рік.

## Переклади
Повість перекладена українською мовою Анатолієм Стасем та видана у 1977 році видавництвом «Веселка»   у серії «Пригоди. Фантастика» накладом 65 000 примірників. Видання проілюстрував А. Дев'янін. 
Болгарською мовою повість перекладена у 1984 році, та надрукований у видавництві «Отечество» разом із другою частиною дилогії під спільною назвою «Домът на скитащите».